# Meliola batangasensis
Meliola batangasensis är en svampart som beskrevs av Hansf. 1957. Meliola batangasensis ingår i släktet Meliola och familjen Meliolaceae.   Inga underarter finns listade i Catalogue of Life.